# Rafael Guerrero
Rafael Guerrero Ramírez (Tijuana, 13 gennaio 2003) è un calciatore messicano, difensore del Tigres UANL.

## Caratteristiche tecniche
È un difensore centrale.

## Carriera

### Club
È cresciuto nel settore giovanile del Cruz Azul ed ha debuttato il 25 febbraio 2022 nell'incontro di CONCACAF Champions League vinto 3-1 contro il Forge. A partire dall'estate successiva è stato stabilmente promosso in prima squadra.
Il 18 agosto 2024 è stato acquistato a titolo definitivo dal Tigres UANL.

### Nazionale
Nel 2023 con la nazionale messicana Under-23 ha partecipato ai XXIV Giochi centramericani e caraibici vincendo la medaglia d'oro.

## Statistiche

### Presenze e reti nei club
Statistiche aggiornate al 2 marzo 2025.
| Stagione        | Squadra         | Campionato      | Campionato | Campionato | Coppe nazionali | Coppe nazionali | Coppe nazionali | Coppe continentali | Coppe continentali | Coppe continentali | Altre coppe | Altre coppe | Altre coppe | Totale | Totale | Totale |
| Stagione        | Squadra         | Comp            | Pres       | Reti       | Comp            | Pres            | Reti            | Comp               | Pres               | Reti               | Comp        | Pres        | Reti        | Pres   | Reti   |        |
| --------------- | --------------- | --------------- | ---------- | ---------- | --------------- | --------------- | --------------- | ------------------ | ------------------ | ------------------ | ----------- | ----------- | ----------- | ------ | ------ | ------ |
| 2021-2022       | Cruz Azul       | LMX             | 0          | 0          | -               | -               | -               | CCL                | 1                  | 0                  | -           | -           | -           | 1      | 0      |        |
| 2022-2023       | Cruz Azul       | LMX             | 13         | 0          | -               | -               | -               | CCL                | 0                  | 0                  | SM          | 0           | 0           | 13     | 0      |        |
| 2023-2024       | Cruz Azul       | LMX             | 12         | 0          | -               | -               | -               | CCC                | 0                  | 0                  | LC          | 1           | 0           | 12     | 0      |        |
| Totale Tigres   | Totale Tigres   | Totale Tigres   | 25         | 0          |                 | -               | -               |                    | 1                  | 0                  |             | 1           | 0           | 27     | 0      |        |
| 2024-2025       | Tigres UANL     | LMX             | 0          | 0          | -               | -               | -               | CCC                | 0                  | 0                  | -           | -           | -           | 0      | 0      |        |
| Totale carriera | Totale carriera | Totale carriera | 25         | 0          |                 | -               | -               |                    | 1                  | 0                  |             | 1           | 0           | 27     | 0      |        |

## Palmarès

### Club

#### Competizioni nazionali
- Supercoppa del Messico: 1

Cruz Azul: 2021

### Nazionale
- Giochi centramericani e caraibici: 1

San Salvador 2023